# Quatrième Internationale
Pour les articles homonymes, voir Quatrième Internationale (homonymie).
La Quatrième Internationale est une organisation communiste (trotskiste) fondée en 1938 en France par Léon Trotsky, à la suite de l'exclusion de la IIIe Internationale des opposants au stalinisme, de la répression qui s'est abattue sur ceux de ces opposants qui étaient en URSS et du constat qu'il était devenu impossible à cette opposition communiste de militer dans le mouvement communiste officiel, désormais verrouillé par la bureaucratie stalinienne.

## Historique
La Troisième Internationale, sous domination stalinienne avait, de l'avis de Trotsky et ses partisans, abandonné définitivement l'objectif de l'auto-émancipation de la classe ouvrière. Plus que la persécution des trotskistes en URSS, c'est la participation des partis communistes locaux notamment en France et en Espagne au sein des fronts populaires, et le rôle qu'il leur attribue dans l'échec d'une révolution prolétarienne dans ces pays, qui convainc Trotsky qu'il ne peut plus espérer redresser la Troisième Internationale de l'intérieur.
Au cours des années 1920, des militants et des courants communistes sont progressivement exclus de la Troisième Internationale. Des communistes de conseils créent en 1922 l'Internationale Communiste ouvrière.
Quelques années plus tard, d'autres communistes anti-staliniens forment diverses organisations communistes indépendantes de Moscou, certaines se regroupant au niveau international, par exemple dans l'Opposition communiste internationale (« brandlériens »), ou par fusion avec des socialistes révolutionnaires dans le Centre marxiste révolutionnaire international (« Bureau de Londres »). Les groupes trotskistes se rassemblent autour de la création d'une Quatrième Internationale, souhaitée par Trotsky. Cette Quatrième Internationale est officiellement fondée en 1938 dans une grange près de Paris, à Périgny-sur-Yerres, prêtée par Alfred Rosmer. Parmi les délégués figurent deux jeunes représentants des Revolutionäre Kommunisten Österreichs (RKÖ), Karl Fischer et Georg Scheuer.
Léon Trotsky pense que la nouvelle Internationale doit à terme se trouver à la tête de millions de travailleurs dans le monde, car la nouvelle guerre mondiale va amener une crise sociale profonde dont le capitalisme ne pourrait pas sortir, en corrélation avec la désintégration du stalinisme en URSS. Mais au sortir de la Seconde Guerre mondiale, l'URSS sort renforcée idéologiquement, politiquement et économiquement, affermissant son pouvoir sur les principaux partis communistes du monde et décuplant son influence. L'histoire de la Quatrième est alors celle de petites organisations, de centaines ou parfois de quelques milliers de personnes.
La Quatrième Internationale subit plusieurs scissions au cours de son histoire, la première en 1940 (en France exclusivement), et la principale en 1953 (au niveau international).
La scission en 1952 du Parti communiste internationaliste (PCI) a de nombreuses répercussions au niveau de la Quatrième Internationale dès 1953. La tendance majoritaire du PCI, dirigée par Marcel Bleibtreu, Pierre Lambert et Michel Lequenne refusant alors l'entrisme au sein des partis communistes affiliés au Kominform — dans le cadre d'un refus international exprimé par le Comité International de la Quatrième Internationale) (CIQI), qui comprend la tendance de James P. Cannon du Socialist Workers Party aux États-Unis et le groupe de Gerry Healy au Royaume-Uni — est exclue de la Quatrième Internationale et se regroupe dans l'Organisation communiste internationaliste (OCI). Malgré une réunification en 1963 (Quatrième Internationale - Secrétariat unifié), plusieurs regroupements se réclament de la Quatrième Internationale et de l'héritage trotskiste[réf. nécessaire]. En 1981, l'OCI reprend le nom de Parti Communiste Internationaliste lors de la fusion avec une tendance minoritaire de la LCR. De 1984 à 1991, il constitue le Mouvement pour un parti des travailleurs (MPPT), qui crée en 1991 le Parti des travailleurs, le PCI s'intégrant alors au PT en tant que Courant communiste internationaliste (CCI). Enfin le PT se dissout en 2008 pour fonder le Parti ouvrier indépendant (POI). Le Courant communiste internationaliste (CCI) du POI est membre de la Quatrième Internationale (dite « lambertiste »). Cette tendance se présente comme la continuité de la défense du programme de transition, considéré par eux comme la base fondatrice de la Quatrième Internationale en 1938. Elle ne revendique pas l'étiquette « lambertiste » que lui donnent ses adversaires[réf. nécessaire].
Le Secrétariat Unifié de la Quatrième Internationale est le fruit de la réunification de 1963. Elle a eu - entre autres - comme dirigeants Joseph Hansen, Michel Pablo, Ernest Mandel et Pierre Frank. Dans les faits, elle est la plus grande en nombre de militants et de pays couverts par ses sections. La Ligue communiste révolutionnaire fut sa section française jusqu'à sa dissolution, en 2009, dans le NPA.
Depuis les années 1990, la Quatrième Internationale - Secrétariat unifié poursuit ses combats historiques au cœur des nouvelles et anciennes formes de militantisme : auprès des insurgés du Chiapas, des grévistes du mouvement social de l'hiver 1995, du mouvement altermondialiste jusqu'à sa participation à la campagne s’opposant au traité établissant une Constitution pour l'Europe lors du référendum organisé en France en 2005.
En plus du Secrétariat Unifié et la Quatrième Internationale (dite « lambertiste »), et du Comité International de la Quatrième Internationale, il existe près d'une vingtaine d'organisations, de tailles très diverses, se réclamant de la Quatrième Internationale. Certaines tendances, comme celle à laquelle appartient Lutte ouvrière, estiment que la Quatrième Internationale n'existe plus de fait, et qu'il faut la reconstruire. Certains estiment qu'elle n'a jamais été construite, et qu'elle est donc simplement à construire. D'autres groupes appellent à la création d'une Cinquième Internationale.

## La IVeInternationale - Secrétariat unifié
Son site internet officiel rassemble les prises de positions de ses congrès, des Comités internationaux (annuels) et du Bureau exécutif.
Ses publications sont, en français Inprecor, en anglais International Viewpoint, en castillan Punto de vista internacional et en arabe Alomamia .
Elle regroupe plus de 40 organisations sur tous les continents.

## Organisations membres de laFraction trotskyste - Quatrième Internationale
L'ensemble des organisations membres éditent un quotidien en ligne en 7 langues et faisant partie du réseau international de sites internet d'information La Izquierda Diario, initié en Argentine par les militants du Parti des travailleurs socialistes.
Liste des organisations membres :
- Organisation révolutionnaire internationaliste (Allemagne)
- Parti des travailleurs socialistes (Argentine)
- Ligue ouvrière révolutionnaire pour la Quatrième Internationale (Bolivie)
- Mouvement révolutionnaire des travailleurs (Brésil)
- Parti révolutionnaire des travailleurs (Chili)
- Organisation socialiste révolutionnaire (Costa Rica)
- Courant révolutionnaire des travailleurs (Espagne)
- Révolution permanente (France)
- Mouvement des Travailleurs Socialistes (Mexique)
- Ligue de Travailleurs pour le Socialisme (Venezuela)
- Courant des travailleurs pour le socialisme (Uruguay)
- Fraction internationaliste révolutionnaire (Italie)
- Voix de gauche (États-Unis)
- Courant socialiste des travailleurs (Pérou)

Organisations sympathisantes :
- Mouvement vers le Socialisme (Corée du Sud)